# Conquilla de Plata al millor actor

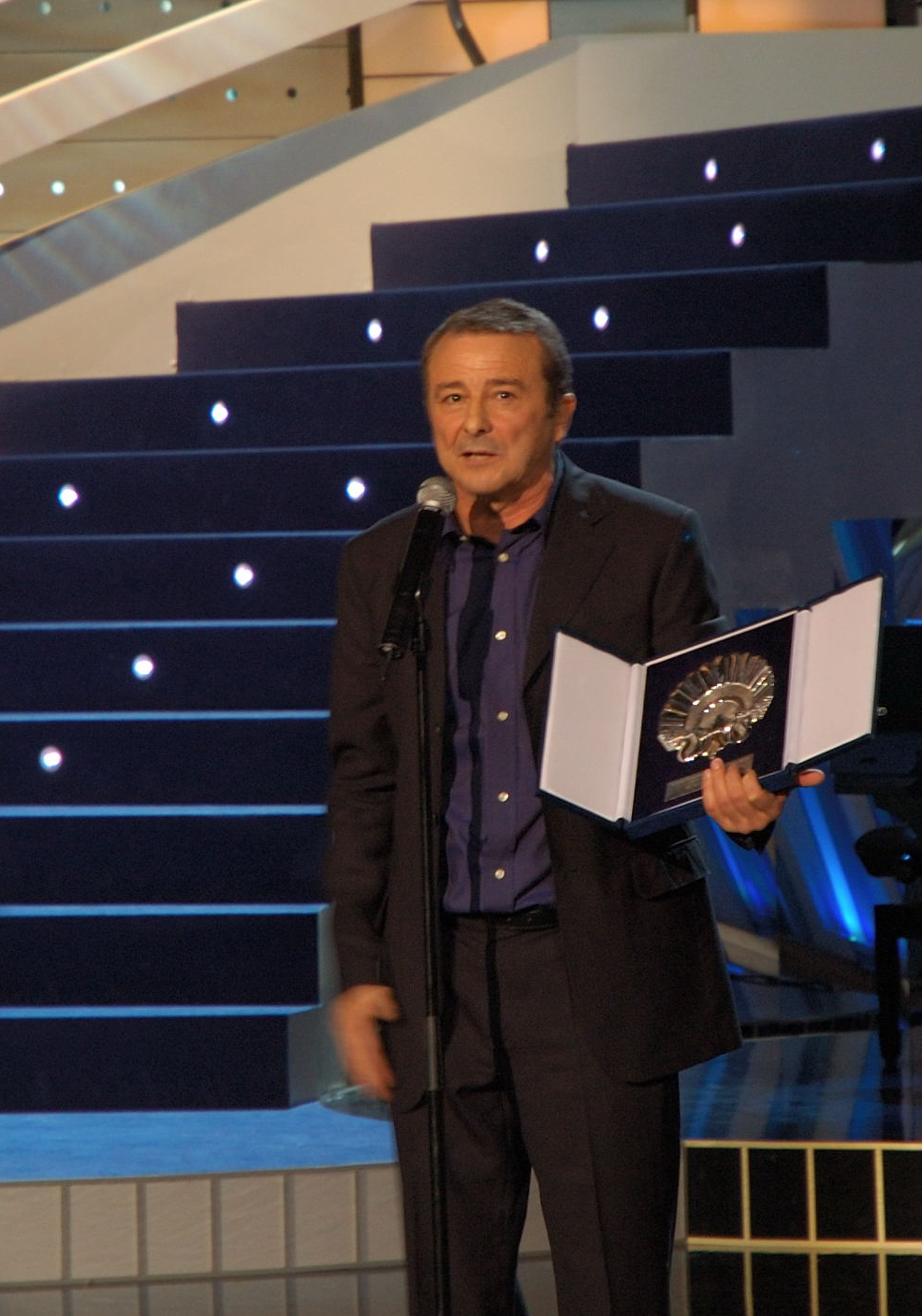
Juan Diego, guanyador de la Conquilla de Plata l'any 2006.

La Conquilla de Plata al millor actor és un premi oficial concedit al Festival Internacional de Cinema de Sant Sebastià que recompensa la interpretació maculina més apreciada pel Jurat, d'entre les pel·lícules presentades a la Secció Oficial del certamen.
Rebé el nom de Premi Zulueta d'interpretació masculina fins al 1960; entre 1961 i 1989 s'anomenà Premi Sant Sebastià a la millor interpretació masculina. A partir de 1990 prengué el nom actual.
Els anys 1953 i 1954 només es premiaren actors espanyols. L'edició de 1955 es va especialitzar en cinema en color, i només es concediren premis segons aquest apartat tècnic. Entre 1980 i 1984 no es va concedir aquest premi, ja que el festival perdé la categoria A de la FIAPF.
L'última edició d'aquest premi va ser a l'edició del 2020, després de la qual va ser substituït per una Conquilla de Plata de gènere neutral a la millor interpretació protagonista i a la millor interpretació de repartiment.

## Palmarès
| Any  | Actor                                                                      | Pel·lícula                                         |
| ---- | -------------------------------------------------------------------------- | -------------------------------------------------- |
| 1953 | Francisco Rabal                                                            | Hay un camino a la derecha                         |
| 1954 | Enrique Diosdado                                                           | Viento del norte                                   |
| 1955 |                                                                            |                                                    |
| 1956 | Otto Eduard Hasse                                                          | Canaris                                            |
| 1957 | Charles Vanel                                                              | Le feu aux poudres                                 |
| 1958 | Kirk Douglas James Stewart                                                 | The Vikings Vertigen                               |
| 1959 | Adolfo Marsillach                                                          | Salto a la gloria                                  |
| 1960 | Richard Attenborough Jack Hawkins Bryan Forbes Roger Livesey Nigel Patrick | League of Gentlemen                                |
| 1961 | Gert Fröbe                                                                 | Der Gauner und der liebe Gott                      |
| 1962 | Peter Sellers                                                              | The Waltz of the Toreadors                         |
| 1963 | Jack Lemmon                                                                | Dies de vi i roses                                 |
| 1964 | Richard Attenborough Maurice Biraud                                        | Seance on a Wet Afternoon Les aventures de Salavin |
| 1965 | Marcello Mastroianni                                                       | Casanova 70                                        |
| 1966 | Frank Finlay                                                               | Otel·lo                                            |
| 1967 | John Mills Maurice Ronet                                                   | The Family Way Le Scandale                         |
| 1968 | Sidney Poitier Claude Rich                                                 | For Love of Ivy Je t'aime, je t'aime               |
| 1969 | Nicol Williamson                                                           | Laughter in the Dark                               |
| 1970 | Innokenti Smoktunovski Zoltán Latinovits                                   | Txaikovski Utazás a koponyám körül                 |
| 1971 | Vittorio Gassman                                                           | Brancaleone alle Crociate                          |
| 1972 | Fernando Rey Chaim Topol                                                   | La duda Follow Me!                                 |
| 1973 | Lino Ventura Giancarlo Giannini                                            | La Bonne année Sono stato io                       |
| 1974 | Martin Sheen                                                               | Badlands                                           |
| 1975 | Al Pacino                                                                  | Tarda negra                                        |
| 1976 | Zdzislaw Kozien                                                            | Skazany                                            |
| 1977 | Héctor Alterio                                                             | A un dios desconocido                              |
| 1978 | José Sacristán                                                             | Un hombre llamado Flor de Otoño                    |
| 1979 | Nelson Villagra                                                            | Prisioneros desaparecidos                          |
| 1980 |                                                                            |                                                    |
| 1981 |                                                                            |                                                    |
| 1982 |                                                                            |                                                    |
| 1983 |                                                                            |                                                    |
| 1984 |                                                                            |                                                    |
| 1985 | Piotr Siwkiewicz                                                           | Yesterday                                          |
| 1986 | Ernesto Gómez Cruz                                                         | El imperio de la fortuna                           |
| 1987 | Imanol Arias                                                               | El Lute: camina o revienta                         |
| 1988 | Fernando Rey                                                               | Diario de invierno El aire de un crimen            |
| 1989 | Ari Bery                                                                   | Tusztorténet                                       |
| 1990 | Mulie Jarju                                                                | Las cartas de Alou                                 |
| 1991 | Silu Seppälä                                                               | Zombie ja kummitusjuna                             |
| 1992 | Roberto Sosa                                                               | Highway Patrolman (El patrullero)                  |
| 1993 | Juan Echanove                                                              | Madregilda                                         |
| 1994 | Javier Bardem                                                              | Días contados El detective y la muerte             |
| 1995 | Nicolas Cage                                                               | Leaving Las Vegas                                  |
| 1996 | Michael Caine                                                              | Blood and Wine                                     |
| 1997 | Federico Luppi                                                             | Martín (Hache)                                     |
| 1998 | Ian McKellen                                                               | Dioses y monstruos                                 |
| 1999 | Jacques Dufilho                                                            | C'est quoi la vie?                                 |
| 2000 | Gianfranco Brero                                                           | Tinta roja                                         |
| 2001 | Düzgün Ayhan                                                               | Escape to Paradise                                 |
| 2002 | Liu Peiqi                                                                  | Han ni zai yiki                                    |
| 2003 | Luis Tosar                                                                 | Te doy mis ojos                                    |
| 2004 | Ulrich Thomsen                                                             | Brødre                                             |
| 2005 | Juan José Ballesta                                                         | 7 vírgenes                                         |
| 2006 | Juan Diego                                                                 | Vete de mí                                         |
| 2007 | Henry O                                                                    | Mil años de oración                                |
| 2008 | Óscar Martínez                                                             | El nido vacío                                      |
| 2009 | Pablo Pineda                                                               | Yo, también                                        |
| 2010 | Connor McCarron                                                            | Neds                                               |
| 2011 | Antonis Kafetzopoulos                                                      | Adikos Kosmos                                      |
| 2012 | José Sacristán                                                             | El muerto y ser feliz                              |
| 2013 | Jim Broadbent                                                              | Le Week-End                                        |
| 2014 | Javier Gutiérrez                                                           | La isla mínima                                     |
| 2015 | Ricardo Darín Javier Cámara                                                | Truman                                             |
| 2016 | Eduard Fernández                                                           | El hombre de las mil caras                         |
| 2017 | Bogdan Dumitrache                                                          | Pororoca                                           |
| 2018 | Dario Grandinetti                                                          | Rojo                                               |
| 2019 | Bukassa Kabengele                                                          | Pacificado                                         |
| 2020 | Mads Mikkelsen                                                             | Una altra ronda                                    |
| 2020 | Thomas Bo Larsen                                                           | Una altra ronda                                    |
| 2020 | Magnus Millang                                                             | Una altra ronda                                    |
| 2020 | Lars Ranthe                                                                | Una altra ronda                                    |